# All I Can Think About Is You
All I Can Think About Is You è un singolo del gruppo musicale britannico Coldplay, pubblicato il 16 giugno 2017 come secondo estratto dall'ottavo EP Kaleidoscope EP.

## Tracce
1. All I Can Think About Is You – 4:34

## Formazione
Gruppo
- Chris Martin – voce, pianoforte
- Jonny Buckland – chitarra
- Guy Berryman – basso
- Will Champion – batteria

Altri musicisti
- John Metcalfe, Davide Rossi – strumenti ad arco

Produzione
- Rik Simpson, Daniel Green, Bill Rahko – produzione

## Classifiche
| Classifica (2017)  | Posizione massima |
| ------------------ | ----------------- |
| Stati Uniti (rock) | 10                |